# Pamfil Danilowitsch Jurkewitsch

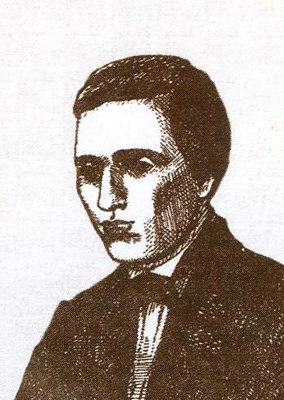
Pamfil Danilowitsch Jurkewitsch (1826–1874)

Pamfil Danilowitsch Jurkewitsch (russisch Памфил Данилович Юркевич, wiss. Transliteration Pamfil Danilovič Jurkevič; englisch Pamfil Danilovich Yurkevich bzw. Pamfil Jurkewytsch (ukrainisch Памфіл Данилович Юркевич); geb. 16. Februar 1826 in Lipljawe, Gouvernement Poltawa, Russisches Kaiserreich; gest. 10. April 1874 in Moskau, Russisches Kaiserreich) war ein russischer Philosoph, Pädagoge und Vertreter der Religionsphilosophie ukrainischer Herkunft.

## Leben
Boris Jurkewitsch wurde in der Familie eines Dorfpriesters geboren. Jurkewitsch studierte am Theologischen Seminar in Poltawa (1847) und an der Theologischen Akademie in Kiew (1851). Von 1851 bis 1861 war Jurkewitsch Professor für Philosophie an der Theologischen Akademie in Kiew und unterrichtete auch an der Akademie für Deutsche Sprache. Er war stellvertretender Inspektor der Kiewer Akademie. Im Jahr 1861 wurde er zum Professor für Philosophie an der Universität Moskau ernannt. Er hielt Vorlesungen über die Geschichte der Rechtsphilosophie, Logik, Psychologie, Geschichte der alten und neuen Philosophie und Pädagogik.
Nikolai Losski reiht ihn in seiner Geschichte der russischen Philosophie unter die „Vorläufer (Precursors)  von Wladimir Solowjow“ ein (zusammen mit W. Kudrjawzew und N. Fjodorow).
Wassyl Senkiwskyj in seiner Geschichte der russischen Philosophie handelt ihn unter der philosophischen Bewegung an den russischen theologischen Schulen in der 1. Hälfte des 19. Jahrhunderts ab (zusammen mit F. A. Golubinski, F. F. Sidonski, I. M. Skworzow, W. N. Karpow, P. S. Awsenew, S. S. Gogozki und Archimandrit Bucharew).
Jurkewitschs Philosophische Werke fanden Aufnahme in der russischen Reihe Aus der Geschichte des vaterländischen philosophischen Denkens (russisch Из истории отечественной философской мысли; Moskau 1990).
Eine Ausgabe Ausgewählte Werke erschien 2017 in München in deutscher Übersetzung (Ukrainische Freie Universität. Arbeits- und Förderungsgemeinschaft der Ukrainischen Wissenschaften (Verlag)).

## Hauptwerke
- Чтения о воспитании / „Vorlesungen über Erziehung“ (1865)
- Курс общей педагогики с приложениями /  „Kurs der allgemeinen Pädagogik mit Anwendungen“ (1869) – Lehrbuch